# Ghost Opera
Ghost Opera es el octavo álbum de estudio de la banda Kamelot. A diferencia de los dos anteriores (Epica y The Black Halo), no es un disco conceptual. Fue producido y puesto a la venta en 2007. En 2008 salió a la venta una edición especial, renombrada Ghost Opera - The Second Coming, con temas inéditos y reediciones.

## Canciones del álbum
- Solitaire - 01.00
- Rule the World - 03.40
- Ghost Opera - 04.06
- The Human Stain - 04.01
- Blücher - 04.03
- Love you to Death - 05.13
- Up Through the Ashes - 04.59
- Mourning Star - 04.37
- Silence of the Darkness - 03.43
- Anthem - 04.24
- Eden Echo - 04.13
- The Pendulous fall (bonus track) - 04.00

- Datos: Q1756590